# Hélène Bertaux
Joséphine Charlotte Hélène Bertaux, född Pilate, född den 4 juli 1825 i Paris, död den 22 april 1909 på Château de Lassay i Saint-Michel-de-Chavaignes, var en fransk skulptör. 
Hélène Bertaux var lärjunge till sin styvfar, bildhuggaren Pierre Hébert, och gjorde sig känd genom en mängd bilder av ideal art.
Hon stiftade och var länge president i målarinnornas och bildhuggarinnornas förening, som från 1881 årligen hade sin särskilda utställning i Paris. Hon är representerad i Luxembourgmuseet genom en Psyche-staty i marmor. 
Hon var gift med skulptören Léon Bertaux.